# アマンダ・ゴーマン
アマンダ・ゴーマン（Amanda Gorman  1998年3月7日 - ）は、アメリカ合衆国の詩人・活動家。マイノリティがアメリカ社会で受ける疎外感や社会的な抑圧を、黒人女性の立場から見つめる詩作で特に知られる。2021年1月、ジョー・バイデン大統領の就任式で自作を朗読する詩人に抜擢された。

## 来歴
アマンダ・ゴーマンはカリフォルニア州ロサンゼルス出身。母親のジョーン・ウィックス（Joan Wicks）は教師で、双子の妹ガブリエル（Gabrielle）とともに育てられた。ゴーマン自身の回想によると、幼少時は言語障害に悩まされたが、母親に励まされて読書に没頭した。サンタモニカにある私立校に通い、ハーバード大学に入学後は社会学を専攻した。
2015年に最初の詩集を発表（The One for Whom Food Is Not Enough）、またハーバード在学中に、青少年への英語の読み書きとリーダーシップ教育を支援する非営利団体を創設している。
2017年、米議会図書館によって新しく創設された全米青年桂冠詩人プログラムの第1回受賞者となったことがきっかけとなって、広く注目を浴びるようになった。ニューヨーク公共図書館やモーガン・ライブラリーが彼女の詩集を高く評価して朗読プログラムなどを組んだほか、一般メディアからも提携依頼が相次ぎ、MTVの番組に出演して自作を朗読、スポーツ用品メーカーのナイキからも依頼を受けて黒人アスリートのための作品を発表している。
2020年にハーバード大学を卒業後は、社会活動家を支援する財団やメディア企業から援助を受けて詩作を継続。全米ネットワーク局CBSから依頼を受け、独立記念日やエンパイア・ステートビル建設記念日など、アメリカ建国の節目となるタイミングで、テレビに出演し自作を朗誦してきた。

### 大統領就任式

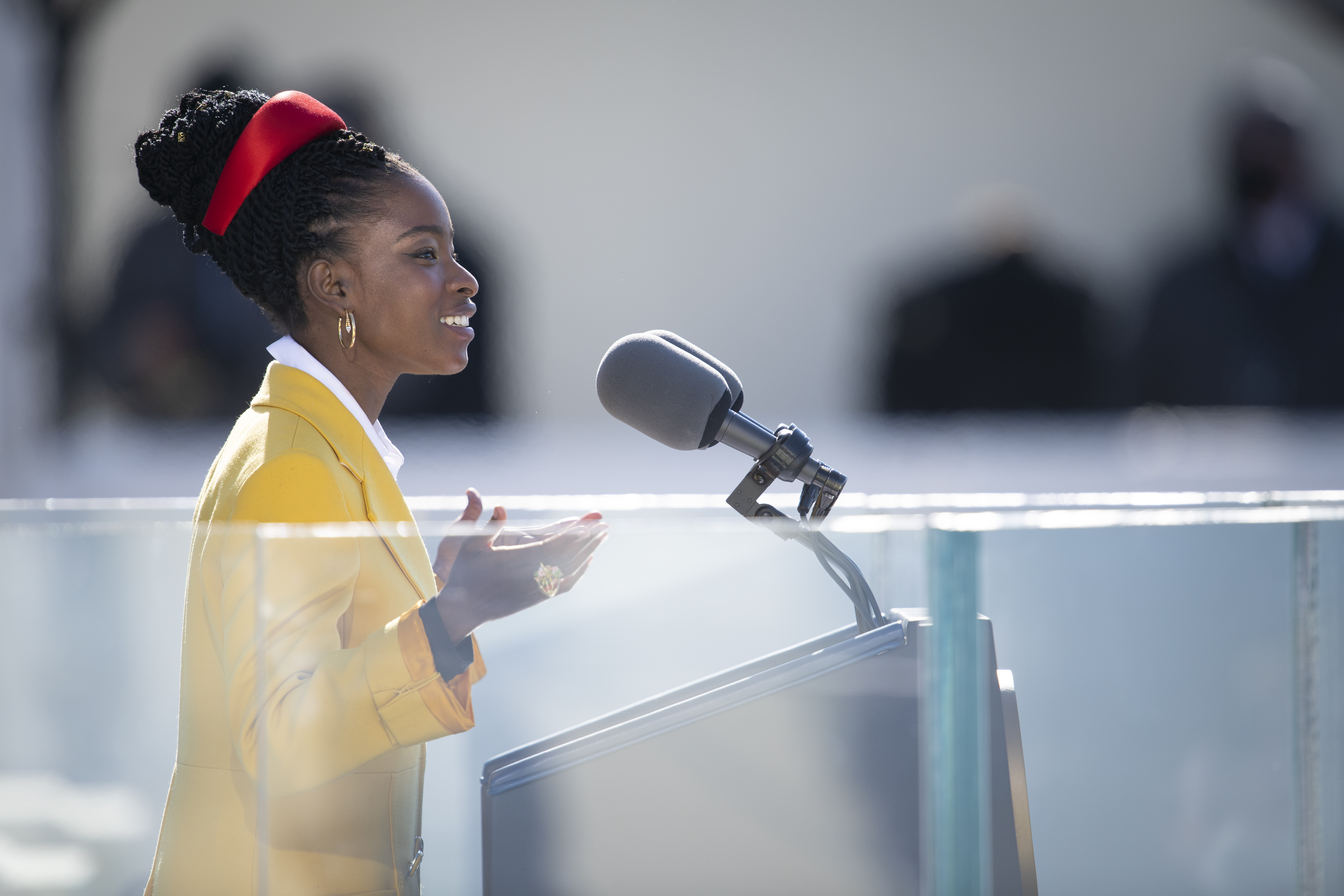
大統領就任式 (2021年）

アメリカの大統領就任式では詩人が自作を朗読することがあり、これまでロバート・フロストやマヤ・アンジェロウなど、アメリカを代表する詩人がその役割を担ってきた。ゴーマンは2021年1月のジョー・バイデン大統領就任式で22歳にしてこの役割に抜擢され、この任を担う最年少の詩人となった。
この抜擢は、大統領夫人のジル・バイデンがゴーマンの朗読パフォーマンス映像に感銘を受けて推薦し実現したと言われる。ゴーマンは依頼を受けてから、毎日数行を書いては書き直すなど苦心を重ねていたが、就任式直前の1月6日に発生したアメリカ議会襲撃事件に衝撃を受け、その日の夜に一気に書き上げた。
この作品は「わたしたちの登る丘（The Hill We Climb）」と題する散文詩で、就任式でゴーマン自身によって朗誦された。この作品は深く分断したアメリカ社会の不正義や厳しい抑圧を直視しつつ、「もし私たちに光を見る勇気があるのなら、光は常にそこにある」と未来への希望を歌い、オバマ元大統領やヒラリー・クリントンはじめ、多くの出席者に絶賛された。尚この作品の日本語訳全文は、文藝春秋社発行の「文學界」2021年5月号に掲載された（鴻巣友季子和訳、この該当号の表紙もゴーマンの似顔絵〔画：柳智之〕）。

### 就任式以後

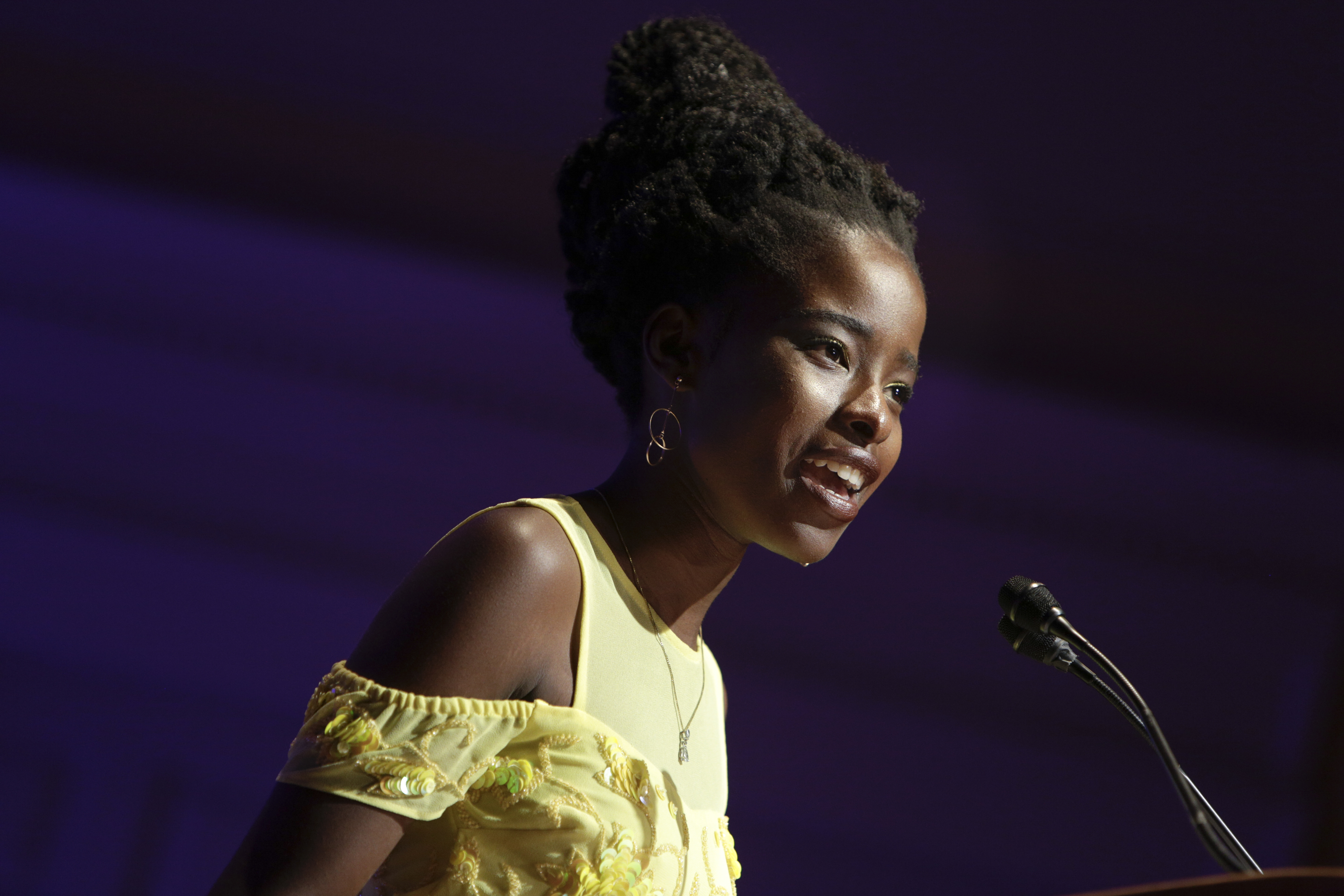
米議会図書館で自作を朗読するゴーマン（2017年）

ゴーマンの朗誦は一般市民の間でもきわめて高い関心を集め、「アメリカ社会が詩のパワーを再発見した」とも評された。就任式当日以降、多くのテレビ番組に相次いで出演したほか、またゴーマンが刊行していた2冊の著作と近刊予定の1冊はいずれも全米各地で問合せが急増、3冊とも100万部超の増刷が決定したと報じられている。
就任式でゴーマンが着用していたプラダのコートもファッション界で注目され、ゴーマンは世界的なマネジメント会社「IMG」とファッションモデル契約を結んだ。
2月7日にはアメリカンフットボール（NFL）の王座決定戦「スーパーボウル」で、やはり史上初となる詩の朗読を行った。ゴーマンが朗読したのは「キャプテンたちのコーラス (Chorus of the Captains) 」と題する新作で、コロナ禍に苦しむアメリカ社会で人々の生活を支えてきた三つの職業（兵士・教師・医療従事者）の自己犠牲と貢献を歌い上げた。またゴーマンは同じ週に発売された週刊誌『TIME』でも表紙を飾っている。

## 著作
- The One for Whom Food Is Not Enough, Penmanship Books, 2015. ISBN 9780990012290
  - アマンダ・ゴーマン『わたしたちの担うもの』鴻巣友季子訳、文藝春秋、2024年6月。ISBN 978-4163918662
- Change Sings: A Children's Anthem. Illustrations by Loren Long. Viking Books for Young Readers, 2021. ISBN 978-0593203224 - 絵本
  - アマンダ・ゴーマン / クリスチャン・ロビンソン 絵『いつか きっと』さくまゆみこ 訳、あすなろ書房、2023年10月。ISBN 978-4751531266
- The Hill We Climb. Poems. Viking Books for Young Readers, 2021. ISBN 9780593465066
  - アマンダ・ゴーマン『わたしたちの登る丘』鴻巣友季子訳、文春文庫、2022年5月。ISBN 978-4167918859。